# Vimpelman
Vimpelman är en äldre benämning på officer ur svenska marinen som hade rätt att föra örlogsvimpel som befälstecken.
Intill 1972 års befälsreform, då underofficerskategorin avskaffades, användes örlogsvimpel som befälstecken för officerare med lägre tjänstegrad än kommendör. Idag är det endast kommendörkapten (överstelöjtnant i amfibiekåren) och örlogskapten (major i amfibiekåren) som för örlogsvimpel.